# Nick Jr.
Nick Jr. ist ein US-Sender für die kleinsten Zuschauer von Nickelodeon. Er ist 24 Stunden lang auf Sendung. Bis zum 28. September 2009 war er in den USA ein Programmfenster. Jedoch existierte in den USA der Fernsehsender Noggin, der Nick Jr. vertrat. Dieser ging am 28. September 2009 in Nick Jr. über. Seit 1. Oktober 2012 teilt sich Nick Jr. einen Sendeplatz mit NickMom.
| 2. Februar 1999 – 27. September 2009                         | Noggin       | Noggin       | Noggin       | Noggin       | Noggin       | Noggin       | Noggin       | Noggin       | Noggin       | Noggin | Noggin | Noggin |
| 28. September 2009 – 30. September 2012 28. September 2015 – | Nick Jr. USA | Nick Jr. USA | Nick Jr. USA | Nick Jr. USA | Nick Jr. USA | Nick Jr. USA | Nick Jr. USA | Nick Jr. USA | Nick Jr. USA |        |        |        |
| 1. Oktober 2012 – 27. September 2015                         | Nick Jr. USA | NickMom      | Nick Jr. USA |              |              |              |              |              |              |        |        |        |

## Andere Sender rund um den Globus
- Nick Jr. Deutschland: Als Pay-TV-Sender mit 24-Stunden-Programm empfangbar.
- Nick Jr. UK & Ireland: Seit dem 1. September 1999 ist Nick Jr. im Vereinigten Königreich und Irland zu empfangen. Seit dem 24. April 2006 existiert ein Ableger namens Nick Jr. 2 im Vereinigten Königreich und seit Oktober 2013 in Irland.
- Nick Jr. Australia: Seit dem 14. März 2004 ist Nick Jr. auch in Australien empfangbar.